# 柏路
柏路（Park Row，公园街）是纽约市曼哈顿区的一条街道，位于曼哈顿金融区、市政中心和唐人街。街道为东北－西南走向。柏路的北端是包厘街、东百老汇大街、圣詹姆斯坊、奥利弗街、勿街、窝扶街在且林广场的交汇处。在街道南端，百老汇、Vesey街、巴克莱街和安街相交。该交叉路口有一个千禧公园。

## 历史

### 报纸时代

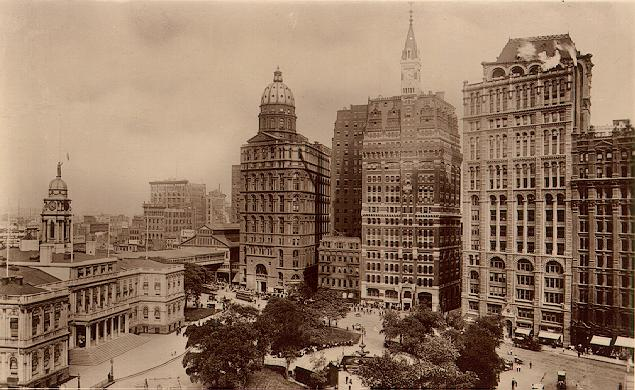

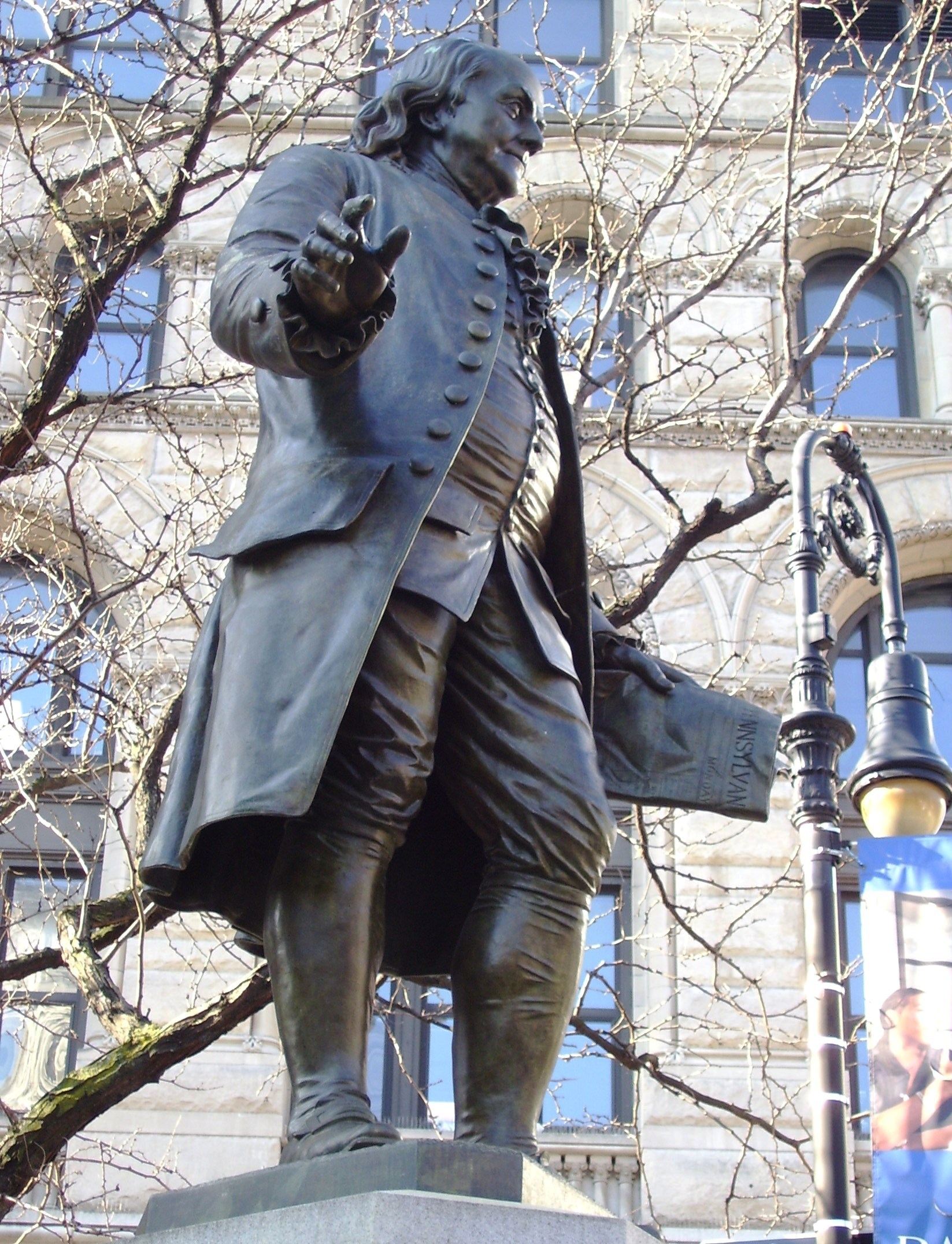
本杰明·富兰克林雕像，手拿宾夕法尼亚公报

19世纪后期，公园街被昵称为报纸街（Newspaper Row），因为纽约市的大部分报社都靠近市政厅。 该地区较早的报纸包括《纽约时报》，它于 1857年成为纽约市第一家拥有自己建筑的报社。与云杉街交叉口为中心的街道南段部分，被称为印刷厂广场。报纸街上的报纸在高峰时期每天印刷超过250,000份，使该地区被认为是“美国卓越的新闻中心”。 其他报纸，例如《纽约先驱报》 和《纽约太阳报》，都在报纸街附近。 
紐約時報大廈，柏路41號，该大楼于1889年完工，高13层。 报纸街上的第三座早期摩天大楼是20层高的纽约世界大楼，是纽约世界报总部，高309英尺（94 m）。公园街上的另外两栋建筑也是报纸街的一部分，但不是专门为报社使用而建造的。波特大廈位于公园街38号，租户包括纽约观察家报。柏路大楼曾是美联社早期总部。 

公园街作为报纸中心的衰落始于1895年，当时纽约先驱报搬到先驱广场。十年后，纽约时报迁至位于时代广场一号。纽约世界报于1931年关闭。今天，一座富兰克林雕像矗立在印刷厂广场，在佩斯大学纽约时报大厦（柏路41号）前手拿宾夕法尼亚公报，提醒人们公园街曾经报业的繁荣。

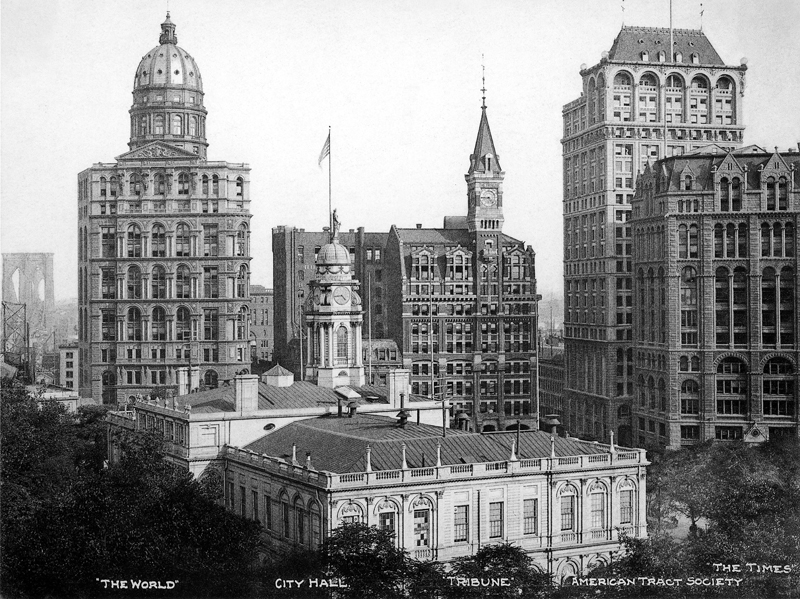

## 建筑
纽约时报成立时位于拿索街113号（1851年）。1854年迁至拿索街138号，1858年迁至柏路41号，是纽约市的第一座专门的报馆建筑。。
柏路大樓（也名“柏路15号”）是最早的摩天大楼之一，位于柏路的西端。该建筑高29层，391英尺（119），是世界上最高的办公大楼（1899年到1908年）。
纽约市警察局总部设在柏路的警察广场1号，曼哈顿市政大楼对面。

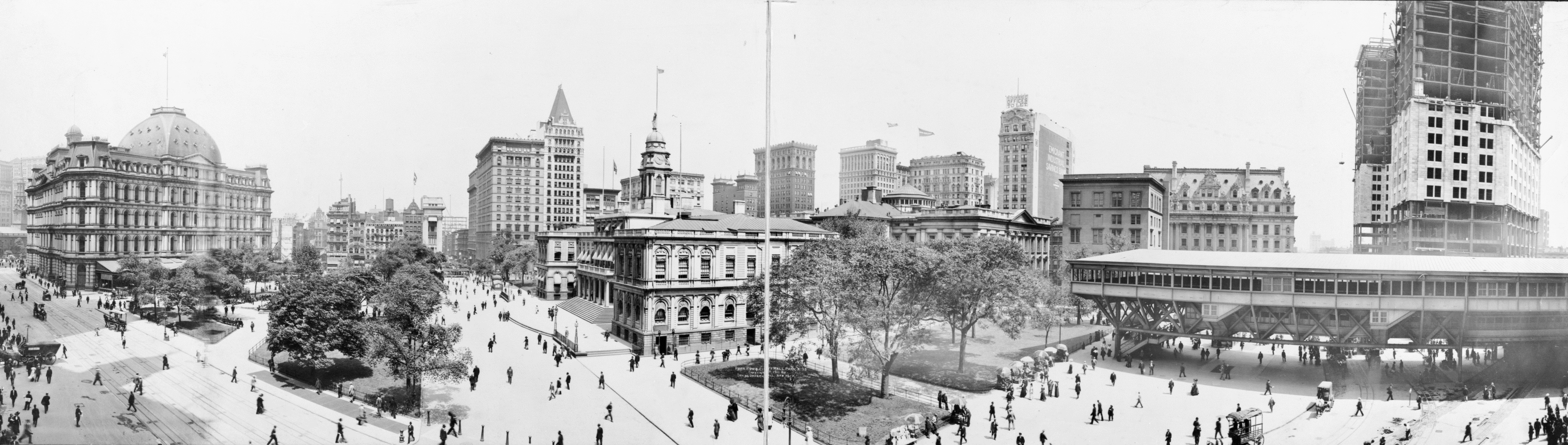